# 84 v. Chr.
Portal Geschichte | Portal Biografien | Aktuelle Ereignisse | Jahreskalender | Tagesartikel

◄ |
2. Jahrhundert v. Chr. |
1. Jahrhundert v. Chr. |
1. Jahrhundert |
►

◄ | 100er v. Chr. | 90er v. Chr. | 80er v. Chr. | 70er v. Chr. |
60er v. Chr. |
►

◄◄ | ◄ | 87 v. Chr. | 86 v. Chr. | 85 v. Chr. | 84 v. Chr. |
83 v. Chr. |
82 v. Chr. |
81 v. Chr. |
► |
►►
Staatsoberhäupter

## Ereignisse
- August: Der römische Feldherr Sulla schließt mit König Mithridates VI. von Pontos den Frieden von Dardanos zur Beendigung des Ersten Mithridatischen Krieges.

- Gaius Julius Cäsar schließt die Ehe mit Cornelia, einer Tochter von Lucius Cornelius Cinna.

## Geboren
- um 84 v. Chr.: Marcus Caelius Rufus, römischer Politiker († 48 v. Chr.)
- um 84 v. Chr.: Surenas, parthischer Feldherr († um 52 v. Chr.)
- um 84 v. Chr.: Gaius Trebatius Testa, römischer Jurist († um 4 n. Chr.)

## Gestorben
- Antiochos XII., König des Seleukidenreiches (* um 115 v. Chr.)
- Lucius Cornelius Cinna, Anführer der Popularen (* um 130 v. Chr.)